# Сан Хосе де лос Пинос, Манча де Пинос (Артеага)
Сан Хосе де лос Пинос, Манча де Пинос (шп. San José de los Pinos, Mancha de Pinos) насеље је у Мексику у савезној држави Мичоакан у општини Артеага. Насеље се налази на надморској висини од 834 м.

## Становништво
Према подацима из 2010. године у насељу је живело 6 становника.

### Хронологија
| Година       | 2000         | 2005         | 2010 |
| ------------ | ------------ | ------------ | ---- |
| Становништво | 25 (10 / 15) | 34 (13 / 21) | 6    |

### Попис
| # | Индикатор                     | Вредност |
| - | ----------------------------- | -------- |
| 1 | Укупно домаћинстава           | 2        |
| 2 | Укупно насељених домаћинстава | 1        |
| 3 | Величина локације             | 1        |